# Аритцо
Аритцо (італ. Aritzo, сард. Aritzu) — муніципалітет в Італії, у регіоні Сардинія, провінція Нуоро.
Аритцо розташоване на відстані близько 350 км на південний захід від Рима, 85 км на північ від Кальярі, 45 км на південь від Нуоро.
Населення — 1299 осіб (2014).

## Демографія
Населення за роками:

Станом на 1 січня 2023 року в муніципалітеті офіційно проживали 62 іноземці з 13 країн, серед них 3 громадяни країн Євросоюзу та 18 громадян України.

## Сусідні муніципалітети
- Арцана
- Бельві
- Дезуло
- Гадоні
- Лаконі
- Меана-Сардо
- Сеуло